# Point Leamington
Point Leamington is een gemeente (town) in de Canadese provincie Newfoundland en Labrador. De gemeente ligt aan de noordkust van het eiland Newfoundland.

## Geografie
Point Leamington ligt aan het einde van Southwest Arm, een 8 km lange aftakking van New Bay. New Bay is op haar beurt een aftakking van de veel grotere Notre Dame Bay. Het is een vaartocht van ruim 25 km om vanuit Point Leamington de open wateren van Notre Dame Bay te bereiken.
Het dorp ligt aan provinciale route 350, de verbindingsweg tussen Northern Arm en Leading Tickles. De in vogelvlucht meest nabijgelegen plaatsen zijn het 3 km oostelijker gelegen Bulley's Cove en het 5 km noordoostelijker gelegen Pleasantview.

## Geschiedenis
In 1970 werd het dorp Point Leamington officieel erkend als een gemeente met de status van town.
In 2012 liet de provinciale overheid een haalbaarheidsonderzoek voeren naar de eventuele annexatie van het gemeentevrije buurdorp Pleasantview door Point Leamington. De samensmelting vond echter nooit plaats en de gemeente Point Leamington bleef met een ongewijzigd grondgebied voortbestaan.

## Demografie
Demografisch gezien is Point Leamington, net zoals de meeste kleine dorpen op Newfoundland, aan het krimpen. Tussen 1971 en 2021 daalde de bevolkingsomvang van 940 naar 574. Dat komt neer op een daling van 366 inwoners (-38,9%) in 50 jaar tijd.
| Demografische ontwikkeling van Point Leamington tussen 1951 en 2021        |
| -------------------------------------------------------------------------- |
|                                                                            |
| Bron: Statistics Canada (1951–1986, 1991–1996, 2001–2006, 2011–2016, 2021) |